# Washington Rodrigues
Washington Carlos Nunes Rodrigues, também conhecido como Apolinho ou Velho Apolo (Rio de Janeiro, 1 de setembro de 1936 – Rio de Janeiro, 15 de maio de 2024) foi um radialista, repórter e jornalista esportivo brasileiro, com passagens como treinador de futebol e dirigente esportivo.

## Carreira profissional

### Rádio
Antes de entrar no rádio, quando jovem trabalhou como bancário e jogava futebol de salão; e foi pela prática deste esporte que Washington Rodrigues iniciaria sua carreira profissional no rádio, ao enviar boletins e informações sobre a modalidade para a então Rádio Guanabara — atual Rádio Bandeirantes Rio de Janeiro — a emissora depois o contratou, onde teve a oportunidade de trabalhar como repórter de campo, tendo como companhia alguns dos maiores nomes do rádio esportivo daquela época: João Saldanha, Jorge Curi e Mário Vianna.
Além da Rádio Guanabara, acabou tendo trabalhado em todas as grandes emissoras de rádio e televisão da cidade. A imparcialidade de seus comentários fez com que fosse um dos poucos comentaristas com grande aceitação pelas quatro grandes torcidas cariocas. Como exemplo da aceitação, contou que ganhou uma coruja de mármore, dada pela Força Jovem do Vasco. Segundo o próprio, uma tática usada para ser imparcial era evitar fazer a cobertura direta do Flamengo.
Seu trabalho foi reconhecido pelos pares, tendo recebido todos os principais prêmios relativos ao jornalismo esportivo.
Jorge Curi foi para a Rádio Nacional e convidou Washington Rodrigues para acompanha-lo, em 1966. Nesta época, ele deixaria em definitivo seu emprego de bancário no Banco Operador, em Copacabana, para se dedicar exclusivamente ao radialismo esportivo. Em 1969, marca a sua primeira passagem pela Rádio Globo, posteriormente ainda passaria por outras rádios como Rádio Continental (atual Rádio Capital), Rádio Vera Cruz (atual Rádio Livre) e sua primeira passagem pela Super Rádio Tupi.
Voltaria pra Rádio Nacional, onde, em 1978, o narrador esportivo José Carlos Araújo o convidou para se tornar o comentarista esportivo de suas transmissões pela Nacional; surgindo daí uma parceria que atravessaria pelas emissoras Nacional, Globo e Tupi, sendo interrompida apenas no período em que Apolinho saiu da Globo e foi pra Tupi; a dupla se reencontraria, em 2015, quando Araújo foi para a Tupi.
Convidado por Waldir Amaral, deixa a Rádio Nacional e volta para um segundo período na Rádio Globo, onde aumenta o seu prestigio e ganha o seu mais conhecido pseudônimo: Apolinho. Fica por longos anos na Globo, só saindo temporariamente, para tornar-se treinador do Flamengo, e também em outro período, em que foi dirigente do clube.
Da Globo, foi para a Rádio Tupi, em 1999 — foi sua segunda passagem pela emissora — onde comandou por 25 anos o seu programa "Show do Apolinho", com informações do esporte, informações sobre trânsito e transportes e notícias em geral; para criar um elemento satírico e entreter os ouvintes se seu programa, criou o personagem Robetão. Além de seu programa, fazia participações em outros programas da emissora, como no "Show de Clóvis Monteiro" e no "Giro Esportivo". Uma vez estando na Tupi, formou uma nova dupla esportiva com o narrador Luiz Penido; com a posterior contratação de José Carlos Araújo pela Tupi, em 2015, retomou com ele a dupla esportiva de tempos atrás. Ficou nesta rádio até morrer, em 2024.

### Apolinho: o apelido consagrado
O apelido Apolinho surgiu por usar, quando repórter da Rádio Globo, um microfone sem fio que era utilizado pelos astronautas da Missão Apollo 11, de 1969. O apelido primeiro foi dado ao equipamento, por Celso de Paula Garcia, o que era repetido pelo narrador Waldir Amaral: "lá vai Washington Rodrigues com o seu apolinho". Os geraldinos começaram ao chamar pelo termo, logo depois os colegas de profissão, e assim "pegou".

### Expressões
Carismático e querido por todos na mídia, foi o criador de várias frases de efeito, as quais usava em suas transmissões esportivas. Em 25 de janeiro de 1981, quando ainda trabalhava na Rádio Nacional, surgiu uma das maiores expressões conhecidas criadas por ele: "Chocolate". Era usada para designar uma goleada de grande repercussão. A inspiração para a criação de tal bordão foi o refrão da música "El Bodeguero", do cubano Richard Egûes e cantada por Nat King Cole, que diz: "Toma chocolate. Paga lo que debes"; naquela data o time do Vasco da Gama venceu o clube do Internacional por um placar de 4–0, e que ficou entendido como sendo uma revanche do Vasco da Gama pela perda do Campeonato Brasileiro para o Internacional, na final de 1979.
Ainda criaria outros jargões para o futebol e gírias esportivas, tais como "estopa" (que indica bola dentro do gol), "Geraldinos e Arquibaldos", "Mais feliz do que pinto no lixo", "Capinar sentado", "Ô, rapaz", "Briga de cachorro grande", "Tá tão quente que urubu voa com uma asa e se abana com a outra", "Bangu faz tanto calor que parece uma lata de alumínio: esquenta muito e esfria rápido", entre outras expressões. "Acaba de chegar São Judas Tadeu" — o santo é o padroeiro do Flamengo — disse pouco antes de Petković cobrar a falta que definiu o Campeonato Carioca de 2001 para o Flamengo.

## Trabalhos no futebol
Washington Rodrigues também se aventurou diretamente no futebol, onde teve duas passagens pela equipe do Flamengo: em 1995, como treinador, e a outra, em 1998, como diretor de futebol.
Sobre esta experiência, ele comentou, certa vez:
| “ | "Eu não sou técnico e nunca fui, mas o Flamengo não me convidou, me convocou. E todas as vezes que ele me convocar eu vou, pelo Flamengo eu faço qualquer coisa, se o goleiro se machucar e precisar de mim no gol eu vou lá e jogo, pelo Flamengo eu faço qualquer negócio, chamou eu tô dentro, qualquer coisa que quiserem eu vou". | ” |

### Treinador
| “ | "Estava jantando e o Kleber Leite me convidou para encontrá-lo em um restaurante. Imaginei que queria conselhos sobre o momento do time e fui preparado para sugerir a contratação do Telê Santana. Ninguém queria pegar o Flamengo. O papo varou a madrugada. Até que por volta das 3h30 havia um prato virado na mesa e sem uso. O Kleber me disse que tinha um nome e pediu para que virasse o prato. Quando vi que era o meu tomei um susto e perguntei se ele estava brincando. Pensei rápido e aceitei, já que o Flamengo é uma convocação. Foi uma correria. Tinha que me desligar da rádio, TV, jornal. Tudo para evitar conflito." | ” |

Em 1995, ano do centenário do Flamengo, Apolinho foi convidado pela diretoria, capitaneada pelo então presidente e ex-radialista Kléber Leite, a assumir o comando da equipe rubro-negra. Ele aceitou o convite e entrou no lugar de Edinho, que havia substituído Vanderlei Luxemburgo. "Eu achei que o Kleber queria minha opinião sobre a indicação de um técnico. Minha sugestão era o Telê Santana, (...). Mas ele me disse que o escolhido era eu."
Acostumado ao auxílio da TV nas cabines de transmissão, Apolinho solicitou algo incomum quando comandou o Flamengo: a colocação de uma televisão no banco de suplentes para ajudar na análise do jogo. Segundo ele, o pedido foi feito "porque eu nunca consegui ver futebol no nível do campo".
Sua estreia foi no dia 14/09/1995, quando o Fla derrotou o Vélez Sársfield da Argentina, por 3x2, em partida válida pela Supercopa Libertadores 1995. "(...) nós perdíamos por 2 a 1 até os 42 minutos do segundo tempo, quando reagimos e viramos o jogo. Uma das maiores emoções da minha vida, quase morri do coração", disse em 2021. A volta contra o Vélez também foi outro jogo marcante: além de um forte entrosamento (pouco visto em outros jogos) do trio Sávio-Romário-Edmundo, que gerou os 3 gols, a partida ficou marcada pela porradaria. "Na porrada, não vão ganhar no Flamengo", disse Washington na saída de campo. "Eu sempre orientei os meus jogadores que quando briga um, tem que brigar todo mundo. Ganhamos. Ganhamos de 3 a 0 e ainda demos dez minutos de porrada neles", relembrou com bom humor mais de 25 anos depois.
Sua última partida ocorreu no dia 09/12/1995 (Flamengo 2x2 União São João).
Seu trabalho foi prejudicado pelo momento conturbado que vivia o clube, afundado em dívidas provocadas por contratações faraônicas e mal sucedidas. Apesar das adversidades, Apolinho levou o time ao vice-campeonato da Supercopa Libertadores, perdendo na final por 2 a 1 no agregado para o Independiente (derrota de 2 a 0 na Argentina, pela ida, e vitória insuficiente de 1 a 0 no Brasil, pela volta). Venceu Vélez Sársfield (3 a 2 e 3 a 0: 6 a 2), Nacional-URU (1 a 0 e 1 a 0: 2 a 0) e Cruzeiro (1 a 0 e 3 a 1: 4 a 1) para chegar na decisão.
Segundo o Almanaque do Flamengo de Roberto Assaf e Clóvis Martins, Apolinho comandou seu time do coração em 26 jogos, com 11 vitórias, oito empates e sete derrotas (aproveitamento de 52,56%).
No final do ano, ele entregou o cargo para que Joel Santana assumisse o time no ano seguinte.
Uma curiosidade é que o Sindicato dos Treinadores do Rio entrou com um recurso, alegando que "a lei determina que só pode ser técnico quem fez curso promovido pelas federações de futebol." Por conta disso, sem diploma, Apolinho assinava a súmula para ficar no banco de reservas como dirigente. Foi por isso que nos jogos realizados no Brasil, ele não saia do banco de reservas para chegar à beira do campo. Quem fazia isso era o treinador de goleiros, Paulo César, que, na súmula oficial do jogo, assinava como técnico da equipe.
No final da década de 2010, surgiu nas redes sociais uma fake news (que errava até mesmo sua profissão, chamando-o de narrador) com um inexistente relato, atribuído a Apolinho, sobre uma suposta virada de mesa flamenguista em 1995. O regulamento do Brasileirão daquele ano – aprovado em julho, sendo que o torneio começava em agosto, conforme reportagem da Folha de S. Paulo (1995) – determinava o rebaixamento de 2 dos 24 times disputantes; o Flamengo ficou em 21º, portanto, fora da zona de descenso. Apesar da má colocação, não houve risco de queda e, priorizando a Supercopa, foi usado nos últimos jogos um elenco chamado por Apolinho de "Fla 2", formado por jogadores mais jovens.

#### Estilo de Jogo
Como treinador, Apolinho tinha a opinião de que o técnico precisa ser muito mais um "psicólogo" do que um conhecedor de táticas. Segundo ele, pouco adianta entender de estratégias de jogo se não tiver habilidade no relacionamento pessoal. Arthur Bernardes, seu auxiliar-técnico, foi quem de fato ficou com o aspecto técnico, enquanto Apolinho trouxe para si a administração da harmonia e conflitos internos. Certa vez, quando indagado sobre o esquema tático que utilizaria na equipe, respondeu: "Esses números de esquema tático parecem número de bonde aqui no Rio de Janeiro. É simples: com a bola o time ataca, sem a bola defende."
Um exemplo de seu trabalho psicológico com os jogadores foi feito com o jogador Sávio, que não vinha em boa fase. Apolinho disse ao jogador: "Sávio, no céu há milhões de estrelas. Não fique olhando para as estrelas do Romário e do Edmundo. Olhe para a sua". Logo no jogo seguinte, Sávio marcou dois gols e foi o melhor em campo.
A primeira coisa que fez, conta, foi levar o elenco para sua casa e ver um filme sobre a história do Flamengo, explicando-lhe a importância do time e seu significado para a torcida. Outra preocupação foi fazer as pazes entre Romário e Edmundo: chamou-os para um lanche, explicou a importância deles para o Flamengo e os dois acabaram selando a paz. Tinha a preocupação em não deixar surgir grupos paralelos no elenco.
Pedia para os jogadores, ao entrarem em campo, olhassem para a plateia, para que entendessem a paixão do povo pelo clube.
Além disso, segundo uma reportagem do site Folha de S.Paulo, em sua passagem como técnico, ele também apostou na chamada "pedagogia do malandro". Como um exemplo desta "pedagogia do malandro", dois dias antes de seu primeiro jogo à frente da equipe, ele disse aos jogadores: "A partir de agora, ninguém escova dentes, se penteia ou faz a barba. Vamos assustar os caras na entrada em campo".
Apesar de ter gostado do que viveu, não recomendava a contratação de um técnico outsider: "Técnico tem que ser quem estudou, se capacitou para isso. Cada um no seu cada qual"; "Ali, o Kleber precisava de ajuda e me chamou".

### Diretor de Futebol
Em 1998, novamente Kléber Leite convidou Apolinho para trabalhar no clube, mas desta vez para assumir a direção técnica do Flamengo. Este convite foi visto como uma grande jogada política de Kléber Leite, tendo em vista a proximidade das eleições e o perfil agregador de Apolinho.
Apolinho assinou um contrato que se estenderia até o fim de 1999. Deixou a direção técnica do clube, porém, ao final de 1998.

## Últimos anos
No Jornal Meia Hora, Apolinho escrevia a coluna Geraldinos & Arquibaldos, de conteúdo leve e bem-humorado. Comandava na Super Rádio Tupi, desde fevereiro de 1999, o Show do Apolinho, líder de audiência de segunda a sexta das 17h00 às 19h00, além de participar do programa Show do Clóvis Monteiro. Geraldinos & Arquibaldos era apresentado às 08h45 e às 09h45, uma criação do próprio Apolinho. Também era o comentarista titular da equipe de esportes da emissora.

## Morte
Apolinho morreu em 15 de maio de 2024, aos 87 anos. Ele estava internado no Hospital Samaritano, tratando um câncer de fígado. Embora lúcido, seu quadro clínico era extremamente severo e grave. Apesar da quimioterapia, seu quadro era tido como irreversível e o tratamento foi até aonde clinicamente era possível.
Sua morte ocorreu exatamente durante o momento em que o Flamengo vencia por 3–0 contra o Bolívar, da Bolívia, pela Copa Libertadores da América (o jogo terminaria em 4–0). "Ele assistiu ao primeiro tempo, viu até o terceiro gol e então ele deu o último suspiro tranquilo e sereno com a festa linda que foi no Maracanã (...). Sei que fez ele chegar mais feliz no céu, ele morreu feliz com o Flamengo", afirmou sua filha Patrícia Rodrigues. Seu falecimento foi no dia anterior e apenas horas antes dos falecimentos de Silvio Luiz e Antero Greco, que morreram no dia seguinte (16), todos eles grandes nomes do esporte brasileiro, em especial do futebol.
Luiz Penido, seu colega de emissora de rádio que narrava a partida, interrompeu a transmissão para informar emocionado aos ouvintes da emissora sobre a morte de Washington Rodrigues. Na época Apolinho era comentarista e apresentador da Rádio Tupi, que lhe homenageou nas redes sociais.
Washington Rodrigues foi velado, no dia seguinte a sua morte, na Gávea, sede do clube do Flamengo, sendo posteriormente sepultado no Cemitério de São João Batista, no bairro de Botafogo, na cidade do Rio de Janeiro. O falecimento do radialista foi lamentada pelo meio esportivo, entre jornalistas e jogadores e, também, por outras instituições e personalidades.
Deixou três filhos e sete netos. Viúvo, sua esposa, Maria Lúcia Rodrigues, havia morrido em 23 de novembro de 2014.

## Homenagens póstumas
Washington Rodrigues recebeu como homenagem póstuma pela Prefeitura da Cidade do Rio de Janeiro a denominação de um equipamento público  na cidade; desde 16 de maio de 2024 a antiga "Vila Olímpica da Gamboa" passou a se denominar como Vila Olímpica Radialista “Apolinho” Washington Rodrigues, situada no bairro da Gamboa, bairro da área portuária da cidade do Rio de Janeiro.
A Assembleia Legislativa do Estado do Rio de Janeiro (ALERJ),como homenagem ao jornalista esportivo, propôs a criação do Diploma Washington Carlos Nunes Rodrigues – Apolinho, para ser anualmente entregue jornalistas que se destacam no meio esportivo.